# Можжевельник высокий
Можжеве́льник высокий (лат. Juniperus excelsa) — вечнозелёные хвойные деревья, вид рода Можжевельник (Juniperus) семейства Кипарисовые (Cupressaceae).

## Ботаническое описание

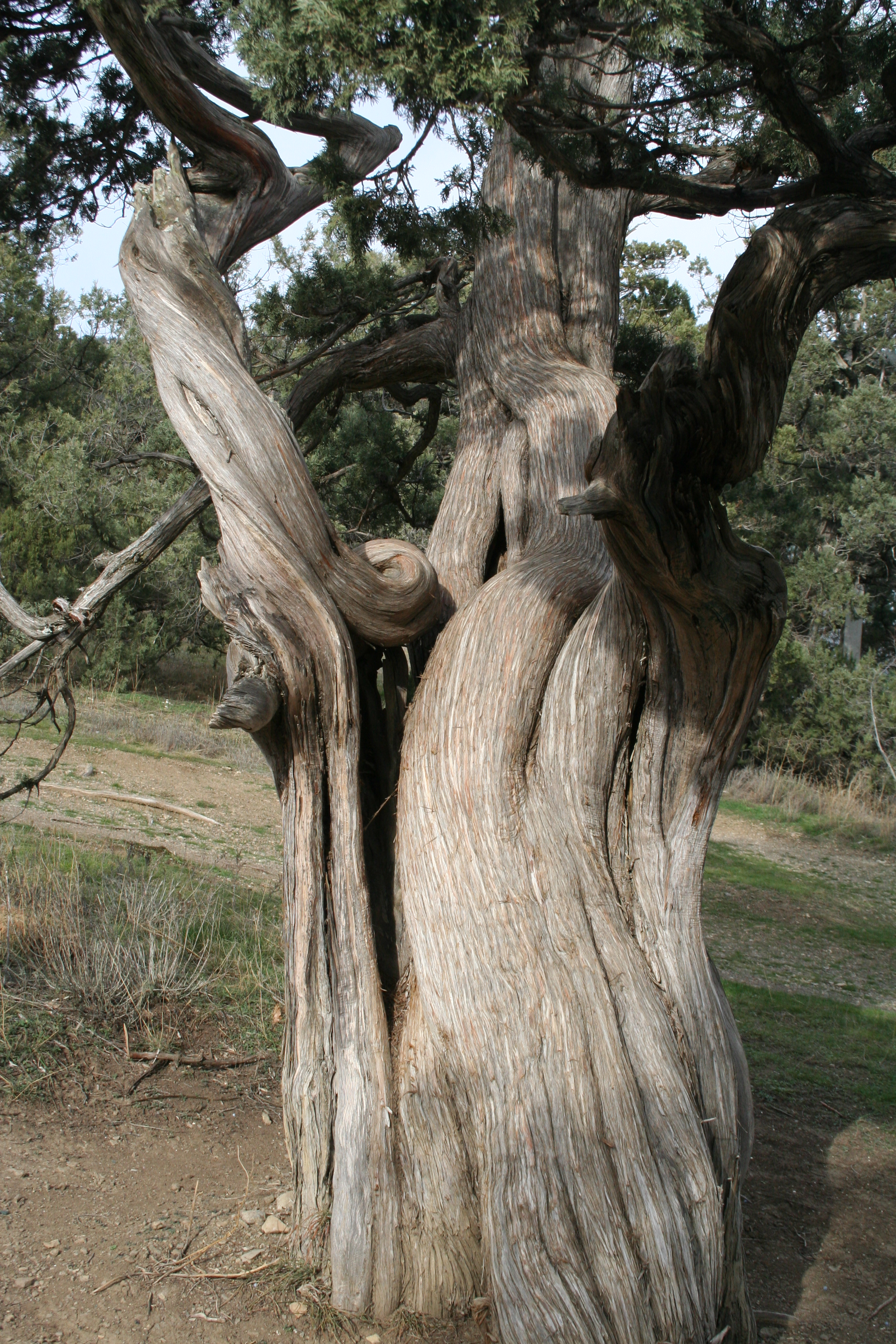
Ствол можжевельника высокого

Кустарники или деревья высотой до 10—15 м. Крона пирамидальная, сизоватая.
Кора тёмно-серая, чешуйчатая, шелушащаяся. Молодые ветви буро-красные, закруглённо-четырёхгранные, очень тонкие.
Листья молодых веточек очень мелкие, сизо-зелёные, черепичатые, продолговатые или овальные, с овальной или почти круглой спинной железкой. Листья взрослых веток на верхушке отстоящие, яйцевидно-заострённые, с длинным остроконечием, с продолговатой спинной железкой.

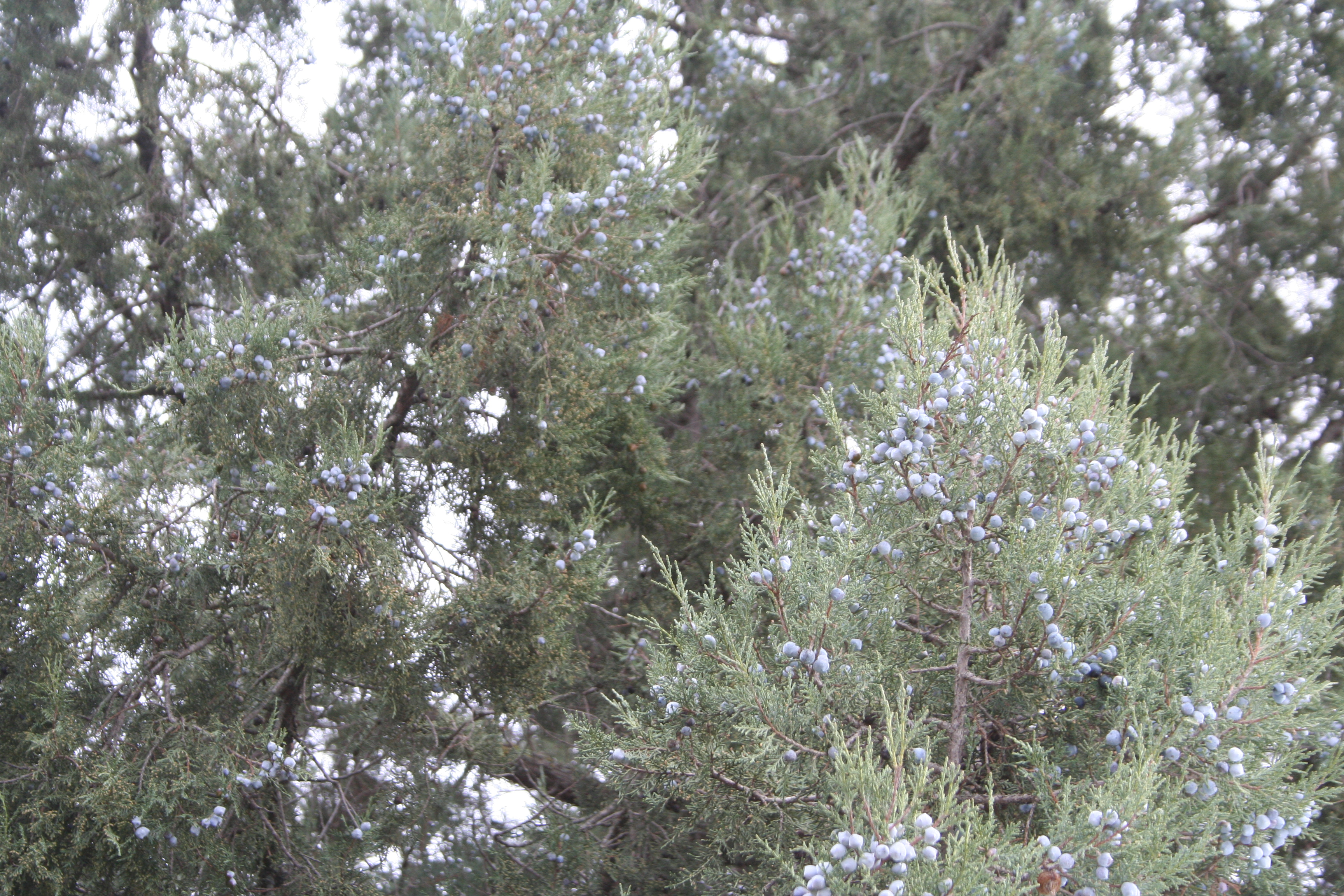
Плоды можжевельника высокого

Однодомные растения. Шишкоягоды одиночные, шаровидные, 9—12 мм в диаметре, фиолетово-чёрные с густым белым налётом. Семена в числе 5—8, изредка 3—4, продолговато-яйцевидные, с тупыми рёбрами, лоснящиеся, каштаново-бурые, верхняя часть наружной стороны морщинистая.

## Распространение и экология
Ареал вида охватывает Балканы, Крым, Кавказ, Малую и Среднюю Азию.
Засухоустойчив, светолюбив.
Продолжительность жизни — до 600 лет.
Произрастает на сухих солнечных склонах, особенно на кальцитных почвах, в нижнем горном поясе.

## Значение и применение
Древесина смолистая, красноватая, очень твёрдая и хорошо сопротивляется гниению, при горении приятно пахнет. Древесину использовали для столярных работ и поделок. Иногда употребляли как строительный материал и топливо, однако запас древесины в арчовых лесах очень мал (обычно 10—40 м³/га), и, кроме того, арчовые горные леса имеют большое водоохранное значение.
В посадках весьма декоративен и отчасти заменяет кипарис.

## Болезни и вредители
Можжевельник высокий является одним из основных хозяев гриба ржавчина груши (Gymnosporangium sabinae). Мицелий, распространяясь в коре и древесине можжевельника, вызывает усиленный рост клеток, в результате чего ветки в поражённом месте утолщаются.

## Таксономия
Вид Можжевельник высокий входит в род Можжевельник (Juniperus) семейства Кипарисовые (Cupressaceae) порядка Сосновые (Pinales).
|  |                    |  |                                          |                                          |                       |  | ещё 6 семейств | ещё 6 семейств |                          |  |  |  | ещё от 50 до 67 видов |
|  |                    |  |                                          |                                          |                       |  | ещё 6 семейств | ещё 6 семейств |                          |  |  |  | ещё от 50 до 67 видов |
|  |                    |  |                                          | порядок Сосновые                         |                       |  |                |                | род Можжевельник         |  |  |  |                       |
|  |                    |  |                                          | порядок Сосновые                         |                       |  |                |                | род Можжевельник         |  |  |  |                       |
|  | отдел Голосеменные |  |                                          |                                          | семейство Кипарисовые |  |                |                | вид Можжевельник высокий |  |  |  |                       |
|  | отдел Голосеменные |  |                                          |                                          | семейство Кипарисовые |  |                |                |                          |  |  |  |                       |
|  |                    |  | ещё 13—14 порядков голосеменных растений | ещё 13—14 порядков голосеменных растений |                       |  |                | ещё 10 родов   | ещё 10 родов             |  |  |  |                       |
|  |                    |  |                                          | ещё 13—14 порядков голосеменных растений |                       |  |                |                | ещё 10 родов             |  |  |  |                       |